# Condado de Pulaski (Missouri)
O Condado de Pulaski é um dos 114 condados do estado americano de Missouri. A sede do condado é Waynesville, e sua maior cidade é Waynesville. O condado possui uma área de 1 428 km² (dos quais 11 km² estão cobertos por água), uma população de 41 165 habitantes, e uma densidade populacional de 29 hab/km² (segundo o censo nacional de 2000). O condado foi fundado em 1833.